# Congochromis
Congochromis – rodzaj słodkowodnych ryb okoniokształtnych z rodziny pielęgnicowatych (Cichlidae), wyodrębniony w 2007 roku z rodzaju Nanochromis na podstawie różnic w cechach anatomicznych.

## Występowanie
Afryka Środkowa – dorzecze rzeki Kongo.

## Klasyfikacja
Gatunki zaliczane do tego rodzaju:
- Congochromis dimidiatus (Pellegrin, 1900) – pielęgniczka afrykańska[3]
- Congochromis pugnatus Stiassny & Schliewen, 2007
- Congochromis robustus Lamboj, 2012
- Congochromis rotundiceps Wingi, Schedel & Schliewen, 2022
- Congochromis sabinae (Lamboj, 2005)
- Congochromis squamiceps (Boulenger, 1902)

Gatunkiem typowym rodzaju jest Pseudoplesiops squamiceps.